# سید علینقی فیض‌الاسلام
سید علی‌نقی فیض‌اصفهانی (زاده ۱۲۸۴_درگذشته ۲۴ اردیبهشت ۱۳۶۴) مشهور به فیض الاسلام، روحانی و فقیه شیعی ایرانی و مترجم قرآن و نهج البلاغه بود.

## زندگی
سید علی‌نقی فیض‌الاسلام در ربیع الثانی ۱۳۲۷ مصادف با سال ۱۲۸۴ شمسی در خانواده‌ای روحانی در خمینی شهر اصفهان و در خانواده ای مذهبی به دنیا آمد. پدرش سید محمد، روحانی بود. وی تحصیلاتش را ابتدا نزد برادرش سید غیاث‌الدین گذراند و سپس ، نخست به اصفهان سپس به تهران و پس از آن به مشهد برای پیگیری تحصیلات سفر کرد. پس از طی مراحل سطح به نجف مهاجرت کرد و پس از سالیانی تحصیل و کوشش به درجه اجتهاد رسید.

## تأیید علمی
او از عالمان بزرگی اجازه اجتهاد کسب کرد، از جمله: 
- سید ابوالحسن اصفهانی
- آقاضیاءالدین عراقی
- شیخ عباس قمی
- شیخ محمدکاظم شیرازی
- شیخ علی اکبر نهاوندی

اجازات او حکایت از درجه و رتبه علمی والای او دارد.

## آثار
- ترجمه و تفسیر قرآن
- ترجمه نهج البلاغه [۷]
- ترجمه صحیفه سجادیه.
- الافاضات الغرویه فی الاصول الفقهیه؛ در دو مجلد.
- الثقلان فی تفسیر القرآن؛ تفسیر سوره مبارکه فاتحه الکتاب.
- رهبر گمشدگان؛ که در اثبات رجعت و پاسخ مفصل به دیدگاه‌های شریعت سنگلجی است.
- پاسخ نامه ازگلی؛ که در اثبات رجعت و پاسخ اجمالی به دیدگاه‌های شریعت سنگلجی است.
- بنادر البحار؛ که ترجمه و خلاصه‌ جلد نخست(از چاپ ۲۵جلدی) بحارالانوار اثر محمدباقر مجلسی است.
- چراغ راه.
- مسئله رجعت.
- قفل دهن شیطان.
- الاشارات الرضویه.
- ترجمه و شرح نهج البلاغه.
- خاتون دو سرا سیدتنا زینب الکبری.
- مقدمه‌ها و بیانیه‌های عالمانه و متعهدانه.

## فعالیت های تبلیغی
فیض الاسلام پس از بازگشت از نجف، در تهران ماندگار شد و به کار نشر و تبلیغ معارف دینی پرداخت. در زمان وی کتاب‌ها و اندیشه‌های کسانی چون احمد کسروی، علی اکبر حکمی‌زاده و شریعت سنگلجی منتشر می‌شد و فیض الاسلام منتقد دیدگاه‌های آنان بود. وی کتاب رهبر گم‌شدگان را در نقد شریعت سنگلجی نوشت و در لابلای برخی از آثار نیز به نقد آن‌ها پرداخت.

## درگذشت
فیض الاسلام در ۲۴ اردیبهشت ۱۳۶۴ در تهران بر اثر سکته قلبی در سن ۸۰ سالگی درگذشت و پس از تشییع در بهشت زهرای تهران قطعه ۱۸ ردیف ۱۰۳ بخاک سپرده شد.

## دیدگاه ها در مورد وی
سید علی خامنه‌ای رهبر جمهوری اسلامی گفته است: «فیض‌الاسلام برای اولین بار نهج البلاغه را همه‌فهم کرد»